# Liberia LA05
LA05 var namnet på det femte skyttekompaniet som skickades inom det svenska bidraget till den FN-ledda insatsen UNMIL i Liberia.
Förbandet grupperade på Camp Clara i Monrovia tillsammans med irländska förbandsenheter. Sveriges bidrag bestod av ett skyttekompani med stödfunktioner. Förbandet uppgift till ca 230 soldater. Huvudansvaret för LA05:s uppsättande var Skaraborgs regemente (P 4). 
Förbandet och med det, det svenska bidraget avvecklades den 15 november 2006.

## Förbandsdelar
- Kontingentschef var överstelöjtnanten Gustaf Fahl / överstelöjtnanten Mats Ludwig.[källa behövs]
- Skyttekompanichef var major J-E Olsson
- Chef CSE[källa behövs] var major Fredrik Lundqvist